# Inārs Kivlenieks
Inārs Kivlenieks (ur. 4 lipca 1986 w Rydze) – łotewski saneczkarz.

## Życiorys
Saneczkarstwo uprawia od 2003, a od 2006 jest członkiem kadry narodowej.
W Pucharze Świata zadebiutował w sezonie 2005/2006. W klasyfikacji generalnej na koniec sezonu zajął wówczas 26. miejsce. Na mistrzostwach Europy w 2006 był 20. w jedynkach
W sezonie 2006/2007 uplasował się na 25. pozycji w klasyfikacji końcowej Pucharu Świata.
Sezon 2007/2008 zakończył na 34. miejscu w klasyfikacji generalnej PŚ. Ponadto był 28. na MŚ 2008 i 13. na ME w 2008 w jedynkach.
W sezonie 2008/2009 zajął 20. lokatę w klasyfikacji końcowej PŚ. Na mistrzostwach świata w 2009 uplasował się na 33. pozycji w jedynkach.
Sezon 2009/2010 Łotysz zakończył na 28. pozycji w klasyfikacji generalnej PŚ. Był również 18. na igrzyskach olimpijskich w zawodach jedynek i 11. na ME w tej samej konkurencji.
W sezonie 2010/2011 Kivlenieks zajął 23. lokatę w klasyfikacji końcowej PŚ. Na MŚ 2011 uplasował się na 21. pozycji w jedynkach.
Sezon 2011/2012 zakończył na 18. miejscu w klasyfikacji generalnej PŚ. Był także 16. na MŚ 2012 w jedynkach.
W sezonie 2012/2013 zajął 15. pozycję w klasyfikacji końcowej PŚ. Na ME 2013 był 7. w jedynkach, a na MŚ 2013 zdobył brązowy medal w drużynie oraz uplasował się na 9. pozycji w jedynkach.
W 2014 po raz drugi wystartował na igrzyskach olimpijskich. W zawodach jedynek był 16.